# 11377 Nye
11377 Nye (1998 SH59) là một tiểu hành tinh nằm phía ngoài của vành đai chính.